# Регбі-7 на літніх Олімпійських іграх 2016 (склади, жінки)
В цій статті представлені склади команд-учасниць жіночого турніру з Регбі-7 на літніх Олімпійських іграх 2016 у Ріо-де-Жанейро.

## Група A

### Австралія
Головний тренер: Тім Волш
| - Шеннон Перрі (К) - Шарні Вільямс (К) - Ніколь Бек - Шарлотта Каслік - Емілі Черрі - Хлоя Далтон | - Джемма Етерідж - Еллія Грін - Еванія Пелайт - Алісія Квірк - Еммі Тонегато - Емі Тернер |

### Колумбія
Головний тренер: Лаврент Палау
| - Ніколь Хоселін Асеведо Тангаріфе - Шерон Евелін Асеведо Тангаріфе - Клаудія Алехандра Бетанкур (К) - Сінді Солангі Дельгадо Буїтраго - Лаура Ізабель Гонсалес Гонсалес - Каміла Лопера | - Гвадалупе Лопес - Наталі Марчіно - Катеріна Медіна - Ана Каталіна Рамірес Талеро - Естефанія Рамірес Кастільо - Ісабель Крістіна Ромеро Бенітес |

### Фіджі
Головний тренер: Кріс Крекнелл
| - Меревай Куму - Райджьєлі Давеуа - Русіла Нагасау - Літіа Найкато - Тімайма Равіса - Вініана Найсалувакі Рівай | - Асема Рокомарама - Ана Марія Рокіка (К) - Тіма Тамой - Ребекка Таво - Лавенія Тінай - Луїза Басей Тісоло |

### США
Головний тренер: Річі Вокер
| - Акалаіні Баравілала - Раян Карлайл - Лорен Дойл - Джоан Фаавесі - Кармен Фармер - Вікторія Фолаян | - Келлі Гріффін - Джессіка Джавелет - Кетрін Джонсон - Алев Келтер - Джилліон Поттер - Райчел Стівенс |

## Група B

### Франція
Головний тренер: Давід Курто
| - Одрі Амьель - Полін Біскарат - Каміль Грассіно - Ліна Герін - Елоді Гюїгліон - Фанні Орта | - Шеннон Ізар - Каролін Ладано - Жад ле Песк - Маржорі Маянс - Роуз Томас - Женніфер Тронсі |

### Кенія
Головний тренер: Майкл Муліма
| - Рейчел Адхіамбо Мбого - Лінет Араса - Кетрін Авіно Абілла - Ірен Отіено - Стейсі Отіено - Джанет Авіно | - Шейла Кавугве Чаджіра - Джанет Мусіндало Окело - Селестін Масінде - Філадельфія Оландо - Камілін Оюайо - Дорін Ремур |

### Нова Зеландія
Головний тренер: Сін Горан
| - Шакіра Бейкер - Келлі Брейзіер - Гейл Бротон - Тереза Матауаіна Фіцпатрік - Сара Госс (К) - Нура Мана | - Кайла Макалістер - Тіла Натан-Вонг - Теріна Те Тамакі - Рубі Туї - Ніелл Вільямс - Портія Вудмен |

### Іспанія
Головний тренер: Хосе Антоніо Барріо
| - Маріна Браво Брагадо - Марія Касадо - Анхела дель Пан Моруно - Амая Ербіна Арана - Іера Ечебаррія Фернандес - Берта Гарсія Алонсо | - Патрісія Гарсія Родрігес - Елізабет Мартінес (К) - Паула Медін - Барбара Пла - Ана Ванесса Ріал - Марія Рібера Гарсія |

## Група C

### Бразилія
Головний тренер: Кріс Нейлл
| - Аманда Араухо - Таїс Балконі - Луїза Кампус - Ізадора Серулло - Жуліана Естевес дос Сантос - Беатріс Футуру Мулбауер | - Паула Ісібасі (К) - Ракель Кохганн - Една Сантіні - Джулія Сарда - Аліне Скатрут - Клаудія Телес |

### Канада
Головний тренер: Джон Тейт
| - Бріттані Бенн - Ганна Дарлінг - Б'янка Фарелла - Джен Кіш (К) - Гіслейн Лендрі - Меган Люкан | - Кейла Молескі - Карен Пакен - Келлі Расселл - Ешлі Стісі - Наташа Вотчем-Рой - Черіті Вільямс |

### Велика Британія
Головний тренер: Саймон Міддлтон
| - Клер Аллан - Ебігейл Бравн - Гетер Фішер - Наташа Гант - Жасмін Джойс - Кеті Маклін | - Еліс Річардсон - Емілі Скарретт - Емілі Скотт - Даніела Вотерман - Джоанн Вотмор - Емі Вілсон-Гарді |

### Японія
Головний тренер: Кейко Асамі
| - Юка Канемацу - Міфую Койде - Ано Кувай - Кана Міцуґі - Тіхару Накамура - Аяка Судзукі | - Юме Окурода - Наріко Таніґуті - Макіко Томіта - Маріе Ямаґуті - Міо Яманака - Тісато Йоко |